# Michael Sela

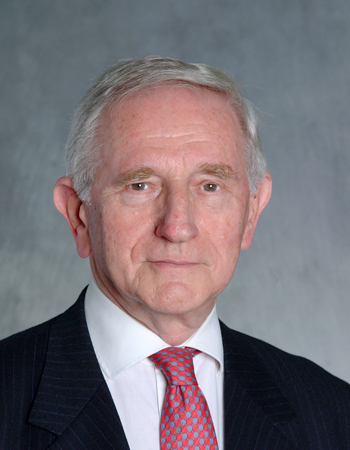
Michael Sela (2010)

Michael Sela (eigentlich Mieczyslaw Solomonowicz; * 2. März 1924 in Tomaszów Mazowiecki; † 27. Mai 2022) war ein vielfach ausgezeichneter israelischer Biochemiker und Immunologe. Er war u. a. Miterfinder von Copaxone, einem Mittel gegen Multiple Sklerose.

## Leben
Michael Sela kam 1924 in Polen zur Welt und immigrierte im Alter von 17 Jahren ins Vorstaats-Israel, nachdem ihm mit seiner Familie via Rumänien die Flucht vor den Nazis gelungen war.
Sela studierte am Weizmann-Institut, wo er auch promoviert wurde bei Ephraim Katchalski. Als Post-Doktorand war er bei Christian B. Anfinsen an dessen Labor an den National Institutes of Health. 1957 war er wieder am Weizmann-Institut, wo er sich der Immunologie zuwandte und Professor für Immunologie wurde. 1963 bis 1975 war er Vorstand der Abteilung für Immunologie. 1970/71 war er Vizepräsident und 1975 bis 1985 Präsident des Weizmann Instituts und 1970 bis 1973 Dekan der Fakultät für Biologie. Zuletzt war er dort W. Garfield Weston Professor für Immunologie.
Er ist bekannt für Forschungen zum Immunsystem mit synthetischen Antigenen, die unter anderem zum besseren Verständnis der genetischen Kontrolle des Immunsystems führten, und Ansätze zur Entwicklung von Medikamenten mit künstlichen Antigenen. Er forschte an der Behandlung der EAE mit künstlichen Antigenen, die Molekülen der Myelinschicht ähneln.

## Preise und Auszeichnungen
1959 erhielt er den Israel-Preis und 1967 den Rothschild-Preis und 1968 die Otto-Warburg-Medaille. 1972 erhielt er den Emil Behring Preis, 1980 den Gairdner Foundation International Award, den Preis des französischen Institut de la Vie, 1997 den InBev-Baillet Latour Health Prize und 1995 die Albert Einstein Goldmedaille der UNESCO. Er war Offizier der Ehrenlegion und Träger des Großen Verdienstkreuzes (Halskreuz) des Bundesverdienstkreuzes. Er war unter anderem Mitglied der Israelischen Akademie der Wissenschaften (1971), der National Academy of Sciences, der American Philosophical Society (1995), der Russischen Akademie der Wissenschaften (1994), seit 1971 der American Academy of Arts and Sciences und seit 1989 der Leopoldina sowie der American Association for the Advancement of Science. 1996 erhielt er die Harnack-Medaille der Max-Planck-Gesellschaft, die für besondere Verdienste um die Gesellschaft vergeben wird. 1998 erhielt er den Wolf-Preis in Medizin mit Ruth Arnon.

## Publikationen
- Peter Frieß, Andreas Fickers (Hrsg.): Heinz A. Staab und Michael Sela sprechen über die wissenschaftliche Zusammenarbeit zwischen Israel und Deutschland als Grundlage für die Völkerverständigung (= TechnikDialog, Heft 4), Deutsches Museum, Bonn 1995,  OCLC 3924183937 (die ISBN 3-924183-93-7 wurde zweimal vergeben).